# Aulus Ploci
Aulus Ploci (llatí: Aulus Plotius) va ser un magistrat romà, amic de Ciceró que va viure al segle i aC.
Va ser candidat a edil curul juntament amb Gneu Planci l'any 54 aC, i tres anys després va ser pretor urbà, el 51 aC. Posteriorment, l'any 50 aC, era propretor (governador) a la província de Bitínia i el Pont, on va romandre almenys fins al 48 aC.